# Dru Lavigne
Dru Lavigne – instruktorka sieci komputerowych i bezpieczeństwa komputerowego w Marketbridge Technologies (Ottawa, Kanada), autorka książki "BSD Hacks" (polski tytuł: 100 sposobów na BSD, wydawnictwo Helion), aktywna popularyzatorka systemów z rodziny BSD.